# Will Sharpe
William Tomomori Fukuda Sharpe, detto Will (Londra, 22 settembre 1986), è un attore, sceneggiatore e regista britannico.
È noto per la sua interpretazione nella seconda stagione della serie televisiva The White Lotus (2022), per la quale si è aggiudicato uno Screen Actors Guild Award e ha ricevuto una candidatura al Premio Emmy. Ha inoltre diretto il film Il visionario mondo di Louis Wain (2021) e la miniserie televisiva Landscapers - Un crimine quasi perfetto (2022).

## Biografia
Will Sharpe è nato a Londra da madre giapponese e padre britannico. Dopo aver trascorso l'infanzia a Tokyo, è tornato nel Regno Unito durante l'adolescenza per studiare al Winchester College e poi lettere classiche all'Università di Cambridge. Dopo essersi laureato nel 2008, ha recitato per una stagione con la Royal Shakespeare Company, apparendo in classici come La bisbetica domata e Il mercante di Venezia.
Nel 2009 ha diretto e co-sceneggiato il cortometraggio Cockroach insieme a Tom Kingsley, con cui ha co-diretto il film Black Pond nel 2011, che è valso loro una candidatura al BAFTA al miglior esordio britannico da regista, sceneggiatore o produttore. Tra il 2016 e il 2018 ha scritto, diretto e interpretato la serie di Channel 4 Flowers. Nel 2019 ha interpretato Rodney Yamaguchi nella serie televisiva Giri / Haji - Dovere / Vergogna, per cui ha vinto il British Academy Television Award per il miglior attore non protagonista nel 2020. Nel 2021 ha scritto e diretto il film Il visionario mondo di Louis Wain e nel 2022 ha recitato nella seconda stagione di The White Lotus, per cui ha ottenuto una nuova candidatura al British Academy Television Award per il miglior attore non protagonista e una candidatura al Premio Emmy.
Dal 2009 è legato sentimentalmente all'attrice Sophia Di Martino, con cui ha avuto due figli.

## Filmografia

### Attore

#### Cinema
- Gokiburi, regia di Will Sharpe e Tom Kingsley (2009) - cortometraggio
- Black Pond, regia di Will Sharpe e Tom Kingsley (2011)
- Chandide, regia di Christian Cooke (2014) - cortometraggio
- The Darkest Universe, regia di Will Sharpe e Tom Kingsley (2016)
- A Real Pain, regia di Jesse Eisenberg (2024)
- Emmanuelle, regia di Audrey Diwan (2024)

#### Televisione
- The Wrong Door - serie TV, 3 episodi (2008)
- Casualty – serie TV, 51 episodi (2009-2010)
- Sirens – serie TV, episodio 1x03 (2011)
- Sherlock – serie TV, episodio 2x02 (2012)
- Dirk Gently – serie TV, episodio 1x02 (2012)
- The Life of Rock with Brian Pern - serie TV, episodio 2x01 (2014)
- Babylon - miniserie TV, episodio 5 (2014)
- Flowers - serie TV, 12 episodi (2016-2018)
- W1A - serie TV, 2 episodi (2017)
- Defending the Guilty - serie TV, 7 episodi (2018-2019)
- Giri / Haji - Dovere / Vergogna (Giri / Haji) – serie TV, 8 episodi (2019)
- The White Lotus – serie TV, 7 episodi (2022)
- Too Much – serie TV, 10 episodi (2025)

### Doppiatore
- Total War: Shogun 2 - videogioco (2011)
- The House, regia di Emma de Swaef, Marc James Roels, Niki Lindroth von Bahr, Paloma Baeza (2022)

### Teatro
- Il mercante di Venezia di William Shakespeare, regia di Tim Carroll. Courtyard Theatre di Stratford-upon-Avon (2008)
- La bisbetica domata di William Shakespeare, regia di Coall Morrison. Courtyard Theatre di Stratford-upon-Avon (2008)

### Regista

#### Cinema
- Gokiburi, co-regia con Tom Kingsley (2009) - cortometraggio
- Black Pond, co-regia con Tom Kingsley (2011)
- The Darkest Universe, co-regia con Tom Kingsley (2016)
- Il visionario mondo di Louis Wain (The Electrical Life of Louis Wain) (2021)

#### Televisione
- Flowers - serie TV, 12 episodi (2016-2018)
- Landscapers - Un crimine quasi perfetto (Landscapers) – miniserie TV, 4 puntate (2021)

### Sceneggiatore

#### Cinema
- Gokiburi, co-scritto con Tom Kingsley (2009)
- Black Pond, co-scritto con Tom Kinglsey (2011)
- The Darkest Universe, co-scritto con Tiani Gosh (2016)
- Il visionario mondo di Louis Wain (The Electrical Life of Louis Wain), co-scritto con Simon Stephenson (2021)

#### Televisione
- Flowers - serie TV, 12 episodi (2016-2018)
- Landscapers - Un crimine quasi perfetto (Landscapers) – miniserie TV, 2 puntate (2021)

## Doppiatori italiani
Nelle versioni in italiano delle opere in cui ha recitato, Will Sharpe è stato doppiato da:
- Lorenzo De Angelis in The White Lotus, Too Much
- Mirko Cannella in Giri / Haji - Dovere / Vergogna
- Gabriele Vender in A Real Pain

Da doppiatore è sostituito da:
- Riccardo Scarafoni in The House